# Grudziądz
Grudziądz (in tedesco Graudenz) è una città polacca del voivodato della Cuiavia-Pomerania, quarta per popolazione dopo Bydgoszcz, Toruń e Włocławek.

## Storia
La città fu fondata nel Medioevo durante il regno della dinastia Piast in Polonia. Nella prima spartizione della Polonia nel 1772, fu annessa alla Prussia.
 La città ha fatto parte della Germania dal 1871 al 1920, successivamente ritornò in Polonia. La città fu occupata dai tedeschi durante la seconda guerra mondiale, ed in essa era sito il campo di concentramento di Graudenz, sottocampo di Stutthof.
Nel 1990 ha superato la soglia dei 100 000 abitanti.

## Geografia fisica
Grudziądz è sita al nord della regione, al confine col voivodato della Pomerania, ed essa stessa costituisce un distretto. La città si trova a circa metà strada fra Danzica e Toruń.

## Sport
I club sportivi più importanti della città sono GKM (speedway) e Olimpia Grudziądz (calcio).

## Galleria d'immagini

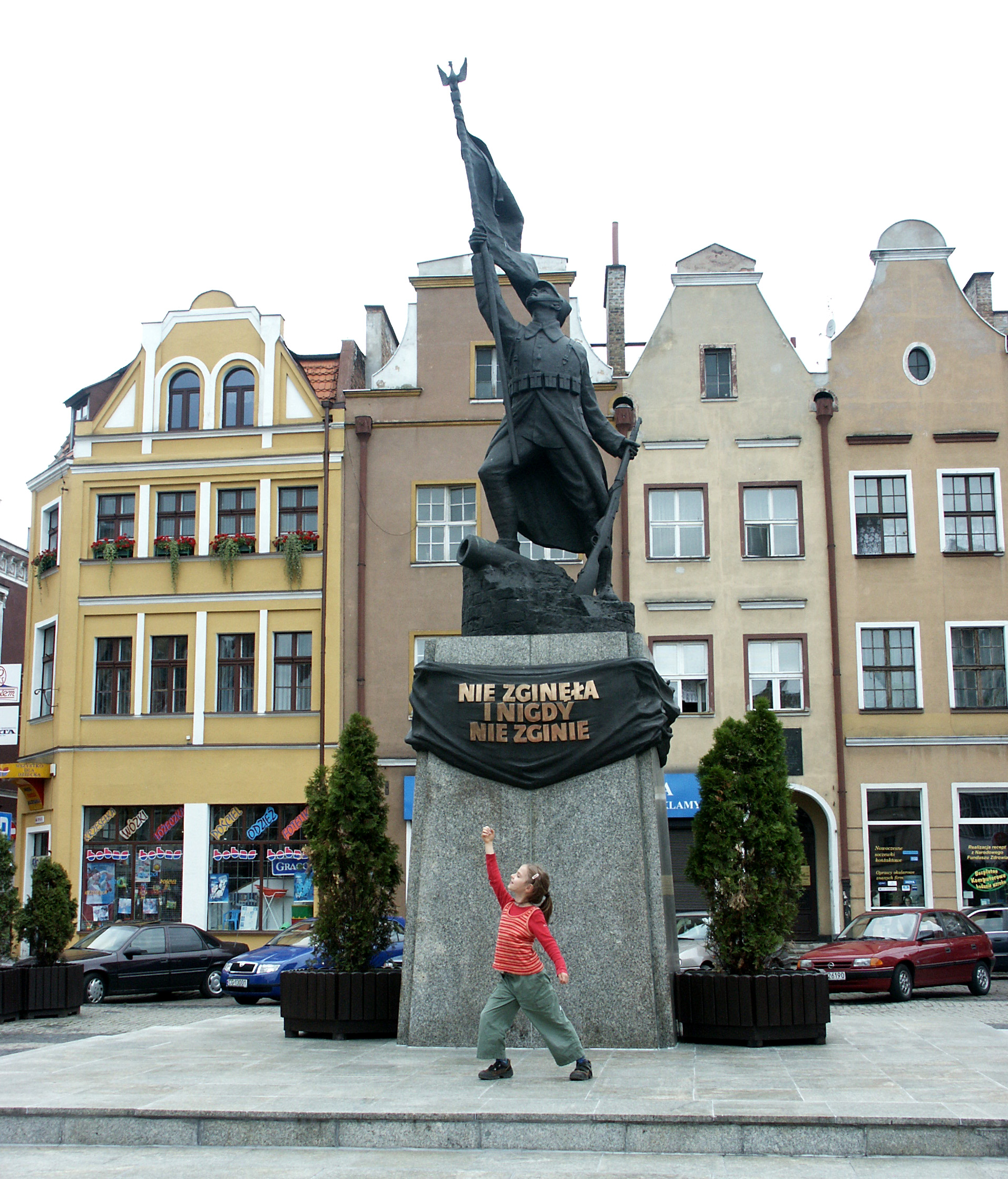
Piazza mercato
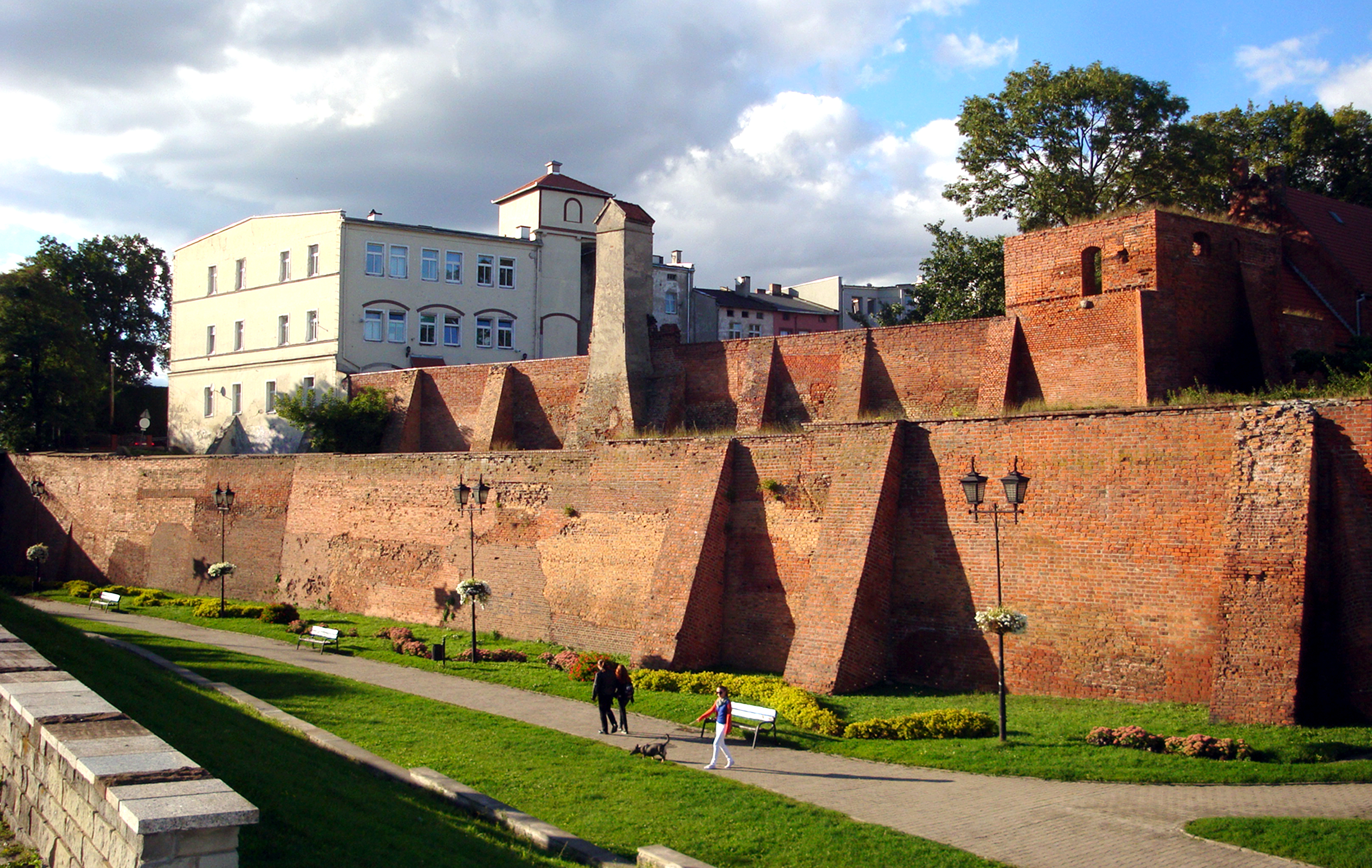
Mura medievali
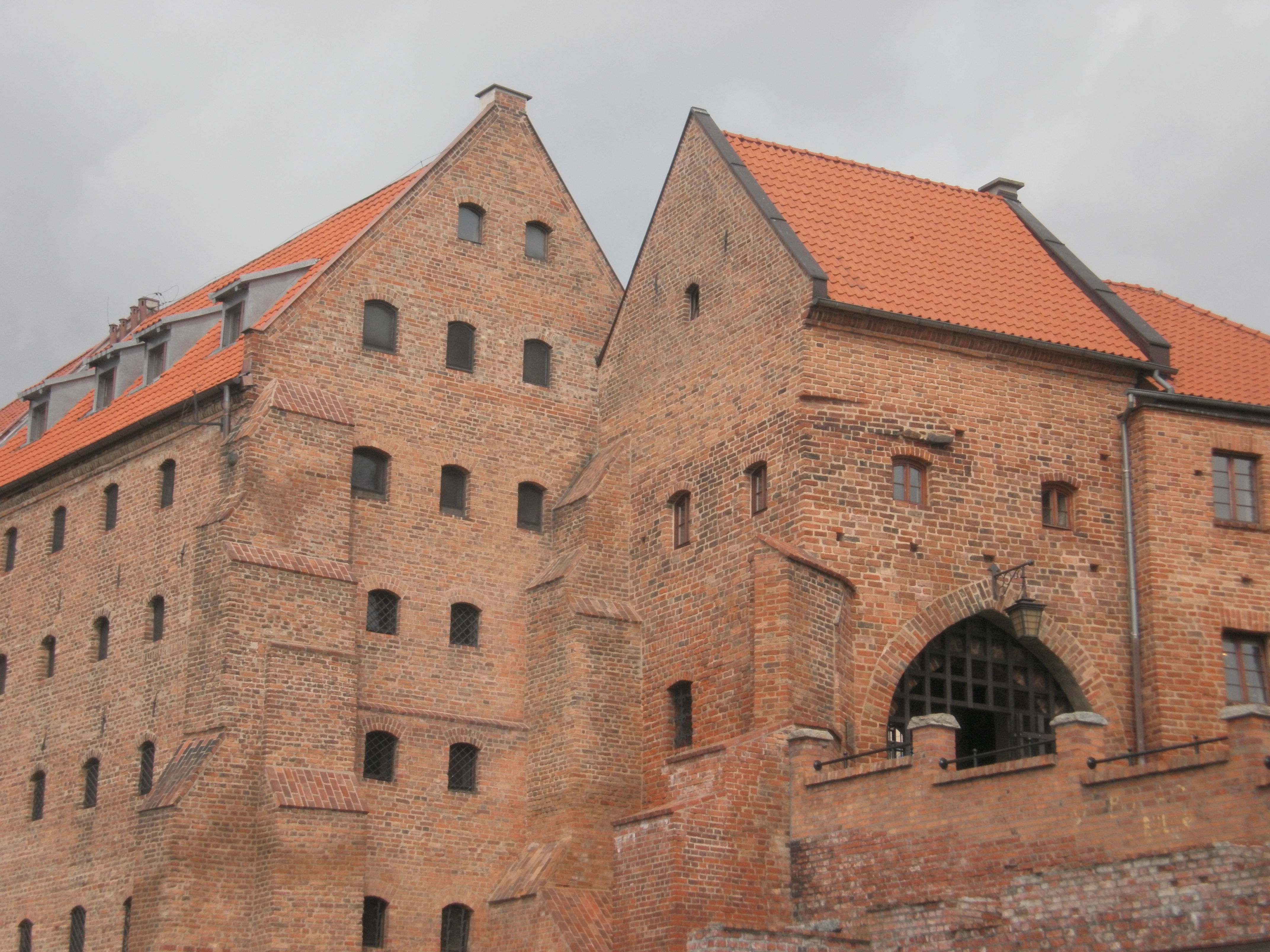
Porta Acqua (Brama Wodna)
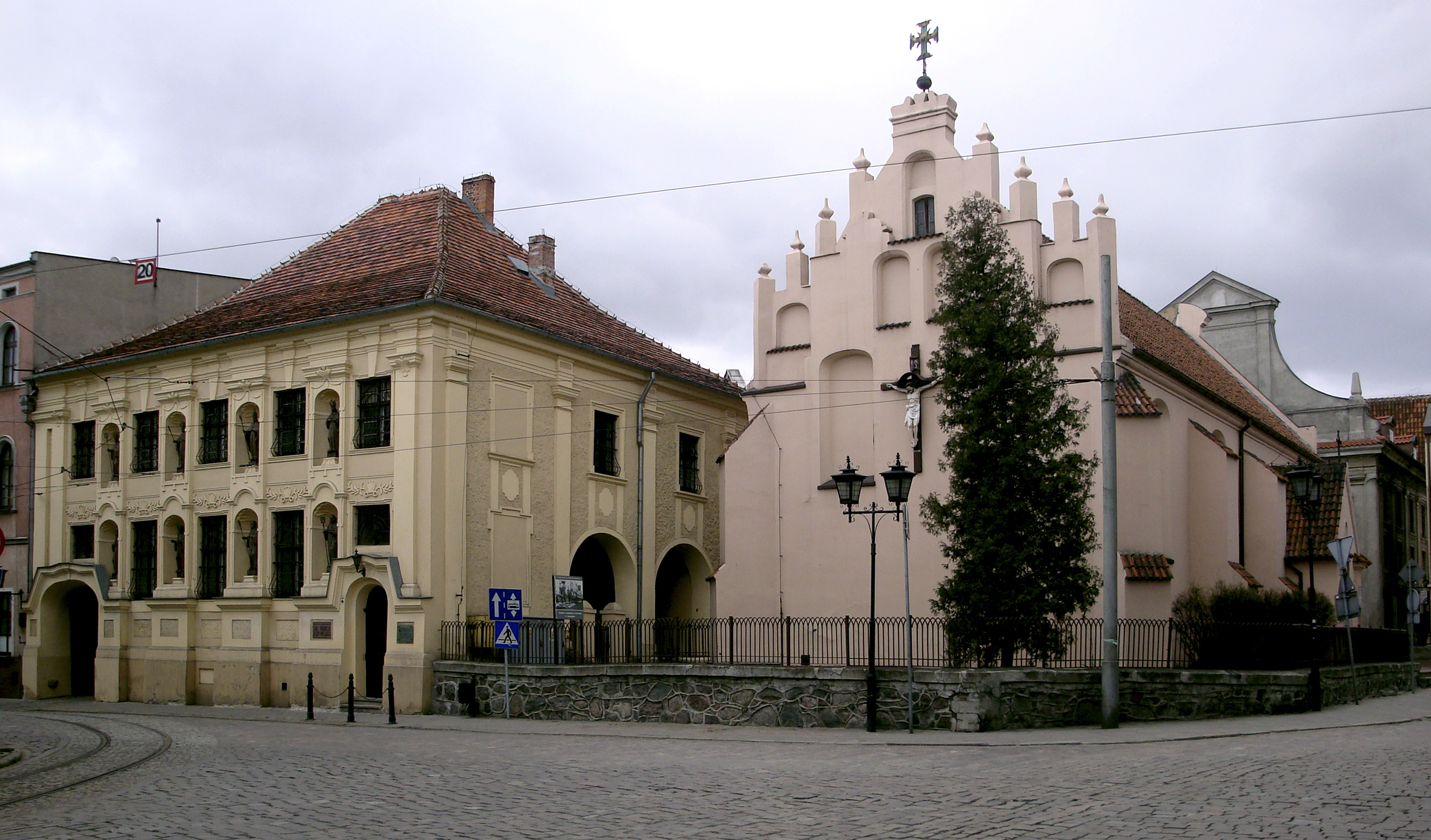
Monastero benedettino e la chiesa dello Spirito Santo
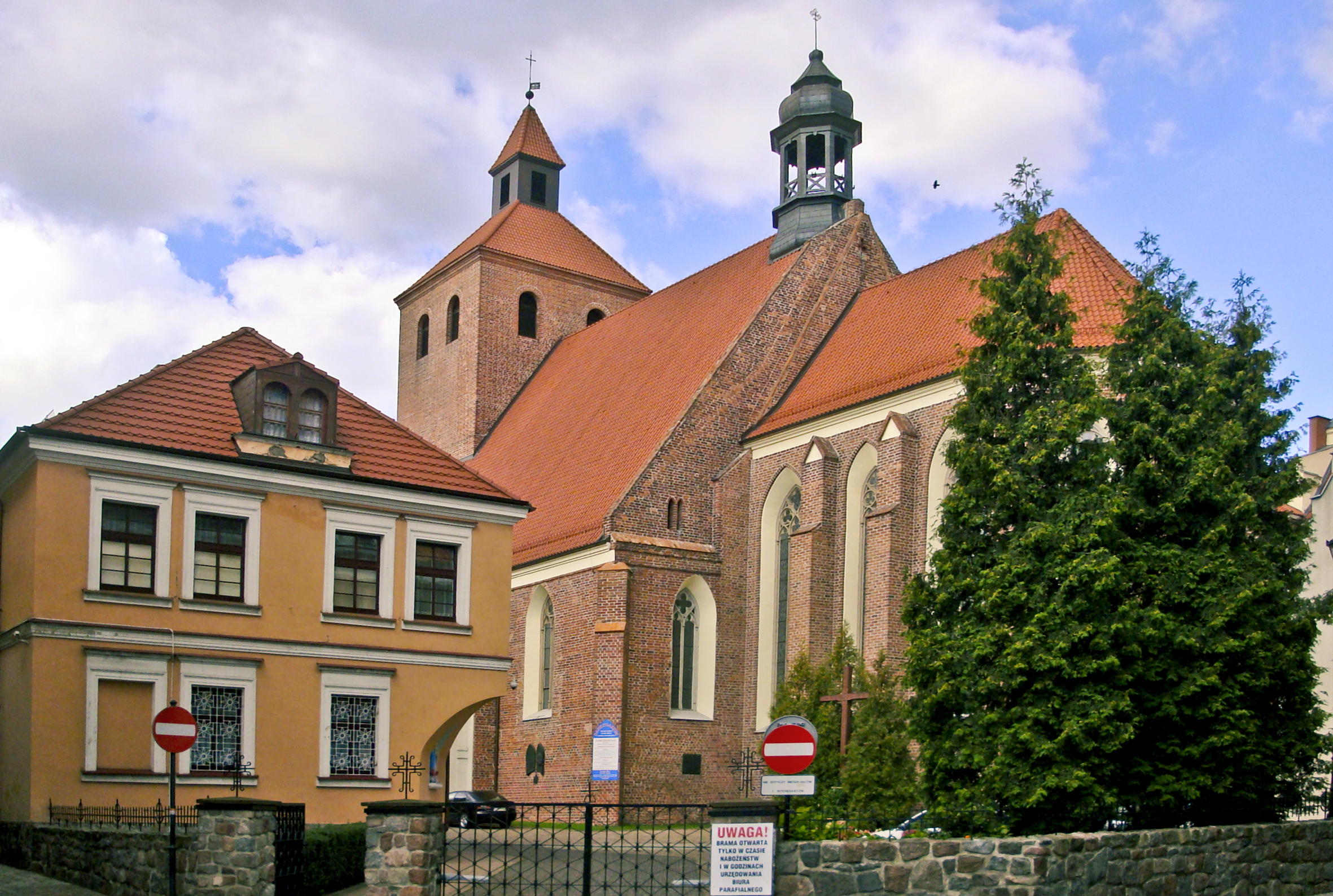
Basilica di San Nicola
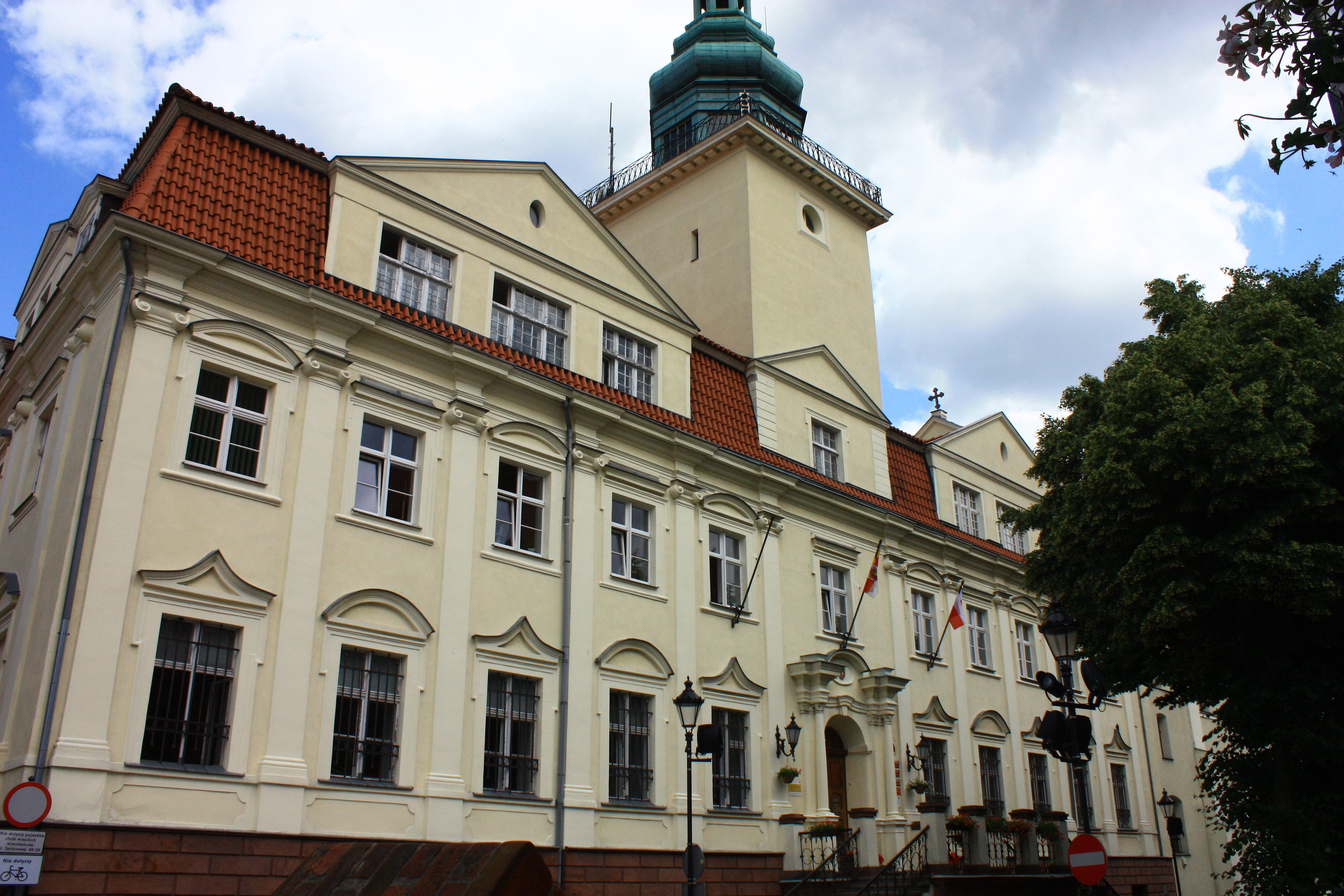
Municipio
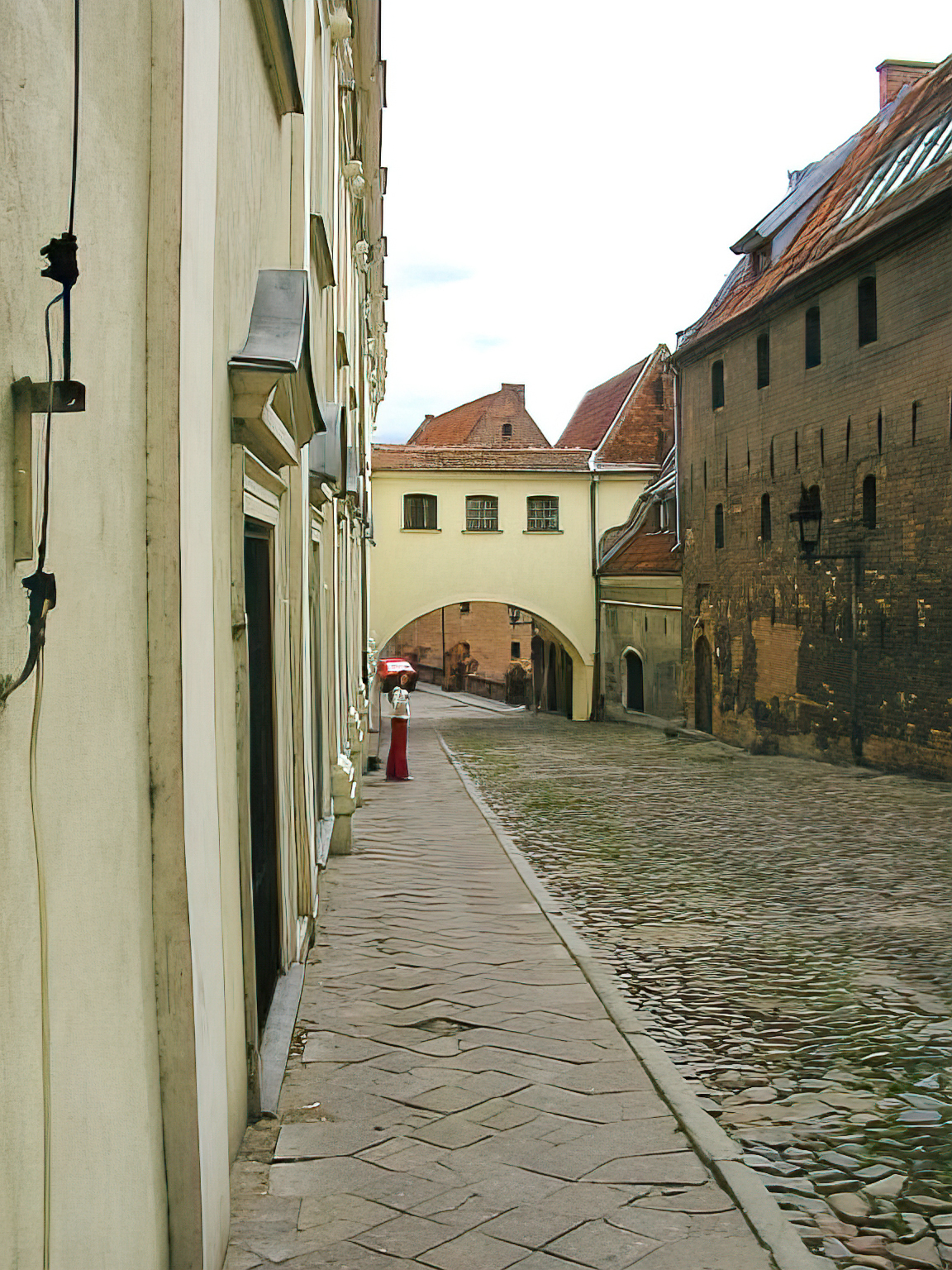
Centro storico

## Amministrazione

### Gemellaggi
- Černjahovsk
- Falun
- Gütersloh